# Mörel-Filet
Mörel-Filet – miejscowość i gmina (Politische Gemeinde) w południowej Szwajcarii, w kantonie Valais, siedziba administracyjna okręgu (Bezirk) Östlich Raron. Leży nad Rodanem. Powstała 1 stycznia 2009 w wyniku połączenia gmin Filet i Mörel.

## Demografia
W Mörel-Filet mieszka 720 osób. W 2022 roku 16,1% populacji gminy stanowiły osoby urodzone poza Szwajcarią. 

## Transport
Przez teren gminy przebiega droga główna nr 19.